# روزنامه‌نگاری تحقیقی
روزنامه‌نگاری تحقیقی یا گزارشگری تحقیقی گونه‌ای روزنامه‌نگاری است که در آن گزارشگران یک موضوع مورد علاقه، را که غالباً جرم، فساد سیاسی یا خطاکاری شرکت‌ها را در بر می‌گیرد، مورد بررسی و تحقیق قرار می‌دهند. یک روزنامه‌نگار تحقیقی شاید ماه‌ها یا سال‌ها در حال جستجو و آماده‌سازی یک گزارش باشد. این نوع روزنامه‌نگاری گردآوری منابع اولیهٔ اطلاعات است. بیشتر توسط روزنامه‌ها، سرویس‌های خبری یا روزنامه‌نگاران آزاد انجام می‌شود. در یک گزارش تحقیقی ممکن است ماه‌ها یا سال‌ها صرف تحقیق یا آماده‌سازی گزارش شود. گاهی روزنامه‌نگاری تحقیقی را سگ نگهبان نام نهاده یا برای آن گزارش مسئولانه بکار می‌رود.
به شکل سنتی، بیشتر گزارش‌های تحقیقی توسط روزنامه‌ها، سرویس‌دهنده‌های کابلی یا روزنامه‌نگاران مستقل انجام می‌شود. بسیاری از سرویس‌های خبری سنتی، به این خاطر که درآمدی از طریق آگهی ندارند، برای تأمین هزینه گزارش‌های تحقیقی که بسیار زمان‌بر و پرهزینه است تلاش‌های زیادی انجام می‌دهند. گزارش‌های تحقیقی به صورت فزاینده‌ای توسط بنگاه‌های خبری که با هم مشارکت می‌کنند حتی به شکل بین‌المللی (همان‌طور که در مورد اسناد پاناما یا اسناد پارادایس اتفاق افتاد) یا توسط سازمان‌هایی مثل پروپابلیکا، که پیش از این به عنوان یک رسانه خبری فعالیت نکرده و بیشتر فعالیت‌هایش بر پایه کمک‌های عمومی و خیریه است، انجام می‌شد.
گسترش ادغام‌های رسانه‌ای در آمریکا از دهه ۸۰، به صورت گسترده‌ای باعث قطع بودجه‌های روزنامه‌نگاری تحقیقی شد. یک تحقیق در سال ۲۰۰۲ نشان داد که «این روزنامه‌نگاری تحقیقی همه چیز دارد به جز این که از امواج تبلیغاتی ملی کنار گذاشته شده‌است». شواهد غیر علمی‌ای بر این مدعا وجود دارد که به تضاد منافع میان منابع مالی چندگانه رسانه‌ها و تقابل آن با افسانه یک رسانه بی‌غرض و بدون جهت‌گیری اشاره می‌کند: این که تبلیغات‌دهندگان، پرداختی‌های‌شان را به رسانه‌هایی که به جزئیات ناخوشایند زیاد ورود می‌کنند، کم می‌کنند. رسانه‌های بسیار بزرگ راه‌هایی را برای به دست آوردن مخاطبان بدون ریسک تهدیدات ذاتی آگهی‌دهندگان برای روزنامه‌نگاری تحقیقی را پیدا کرده‌اند.

## تعریف‌های حرفه‌ای
استیو وینبرگ، استاد روزنامه‌نگاری دانشگاه میزوری روزنامه‌نگاری تحقیقی را این‌طور تعریف می‌کند: «گزارش‌دهی، به وسیله قریحه فردی یا محصول کاری یک نفر که نتیجه اهمیت دادن به خواننده، تماشاچی یا شنونده است.» در بسیاری از موارد، منابع تهیه گزارش ترجیح می‌دهند که ناشناس باقی بمانند. هم‌اکنون بخش‌هایی در دانشگاه‌ها وجود دارند که روزنامه‌نگاری تحقیقی تدریس می‌کنند. کنفرانس‌هایی هم برگزار می‌شوند که تحقیقاتی دربارهٔ روزنامه‌نگاری تحقیقی را بررسی می‌کنند.
به اعتقاد «هوگو دی برگ»، نویسنده کتاب روزنامه‌نگاری تحقیقی، مفهوم و تمرین و نظریه‌پرداز رسانه‌ای بریتانیایی: «یک روزنامه‌نگار تحقیقی، مرد یا زنی است که حرفه‌اش این است که حقیقت را کشف کند و لغزش‌ها را در هر جایی که رسانه‌ها حضور دارد مشخص کند. نفس این عمل عموماً روزنامه‌نگاری تحقیقی نامیده می‌شود و تفاوتش با اعمالی که پلیس‌ها، وکلا، حسابرسان و افراد قانونی انجام می‌دهند این است که محدود به هدف نیست، به صورت قانونی کشف نمی‌شود و به شکل تنگاتنگی عمومی است.» او همچنین می‌گوید: «روزنامه‌نگاری تحقیقی تلاشی است برای دستیابی به حقیقت در جایی که حقیقتی پنهان شده که دیگران منتظر دانستن آن هستند. در شیوه روزنامه‌نگاری تحقیقی تلاش می‌شود نتایج تحقیقات بی طرفانه منعکس شود.»

## خصوصیات
از ویژگی‌های روزنامه‌نگاری پژوهشی می‌توان موارد زیر را بیان نمود:
- بی‌طرفی
- پژوهش محوری
- دانش اجتماعی بالا
- عدم نتیجه‌گیری و قضاوت
- داشتن دانش، اطلاعات و بینش کافی برای تشخیص مسائل،
- شناخت واقعیت‌ها

و…

## ابزارها
یک گزارشگر تحقیقی یک یا چند تا از این ابزارها را از میان بقیه برای یک داستان انتخاب می‌کند:
- بررسی اسنادی مانند دعوی قضایی و دیگر ابزارهای قانونی، ثبت‌های مالیاتی، گزارش‌های دولتی، گزارش‌های تنظیمی و فرم‌های مالی شرکت
- بانک‌های اطلاعاتی عمومی
- بررسی مشکلات فنی از جمله بررسی موشکافانه عملکردهای دولتی و تجاری و اثرات آن‌ها
- تحقیق دربارهٔ مشکلات اجتماعی و قانونی
- گزارش‌های منتشر شده منابعی مانند لکسیس‌نکسیس
- گفتگوهای متعدد با منابع معین شده و در مواردی منابع فاش نشده (به عنوان مثال افشاگرها)
- قوانین فدرال یا ایالتی برای دسترسی آزاد اطلاعات برای به دست آوردن اسناد و اطلاعات از آژانس‌های دولتی

## سابقه
سابقه روزنامه‌نگاری پژوهشی در آمریکا و انگلستان به اواخر قرن نوزدهم نسبت داده شده‌است.

## تفاوت
برخلافِ آنچه که برخی تصور می‌کنند، روزنامه‌نگاری پژوهشی شکل حرفه‌ای‌ترِ روزنامه‌نگاریِ سُنتی نیست. اگر چه هر دو شکل روزنامه‌نگاری روی عناصرِ که، چه، کجا و کِی تمرکز کرده‌اند اما پنجمین عنصرِ گزارشگری متداول یعنی «چرا»، در شکل پژوهشی جای خود را به «چطور» داده‌است.

## نمونه برجسته
واتر گیت نمونه‌ای دقیق از روزنامه‌نگاری پژوهشی است. واتر گیت به وقایعی گفته می‌شود که میان سال‌های ۱۹۷۵ – ۱۹۷۲ در هتلی به همین نام در واشینگتن اتفاق افتاد که منجر به استیضاح و سپس کناره‌گیری ریچارد نیکسون رئیس‌جمهور وقت ایالات متحده آمریکا شد. در جریان انتخابات ریاست جمهوری ایالات متحده، تعدادی از مأموران اف‌بی‌آی وارد ساختمان هتل واترگیت محل استقرار ستاد انتخاباتی حزب دموکرات ایالات متحده شدند و دستگاه‌های شنود کار گذاشتند و سپس اسناد و مدارکی را برای اهداف مختلف به سرقت بردند. این اقدام غیرقانونی با پیدا شدن یک نوار کاست توسط یک مأمور حراست هتل به‌طور تصادفی لو رفت و روزنامه واشینگتن پست از طریق دو تن از روزنامه‌نگاران خود به نام‌های باب وودوارد و برنشتاین آن را به اطلاع افکار عمومی رساندند. واتر گیت به هر روی به عنوان یک قله افتخار در تاریخ روزنامه‌نگاری پژوهشی مطرح است.

## آثار نوشته شده در این باره
- «روزنامه‌نگاری پژوهشی، مفهوم و تمرین»، نوشته هوگو دی برگ.